# 구민정
구민정(具珉正, 1973년 8월 25일 ~ )은 대한민국의 은퇴한 여자 배구 선수이다. 경희대학교 체육학부 스포츠지도전공을 졸업했다. 한일합섬(1991년~1998년)과 현대건설(1998년~2005년)에서 활약했다. 포지션은 레프트이며, 키는 182cm, 체중은 73kg, 스파이크 높이는 315cm, 블로킹 높이는 300cm이다. 중학교 1학년때 선배의 권유로 처음 배구를 시작했으며, 1995년부터 2004년까지 국가대표 여자 배구 선수로 맹활약했다. 2004년 하계 올림픽에서는 남측 공동기수로 나서기도 했다.

## 주요 국가대표 출전 경력
- 월드그랑프리 배구대회 : 1995년, 1996년, 1997년, 1998년, 1999년, 2000년, 2001년, 2004년
- 월드컵 배구대회 : 1995년, 1999년
- 올림픽 : 2000년 시드니 올림픽, 2004년 아테네 올림픽
- 세계배구선수권대회 : 1998년, 2002년
- 아시안 게임 : 1998년 방콕, 2002년 부산
- 아시아배구선수권대회 : 1995년, 1997년, 1999년, 2001년
- 월드그랜드챔피언쉽 : 1997년

## 주요 수상 경력
- 1999년 한국배구슈퍼리그 베스트6
- 2000년 한국배구슈퍼리그 베스트6, 인기상
- 2001년 V-코리아세미프로리그 최우수선수상, 최우수공격상
- 2002년 금호생명컵한국배구대제전 최우수선수상
- 2003년 금호생명한국배구대제전 MVP
- 2001년 한국배구슈퍼리그 베스트6, 인기상
- 2004년 2004 V-투어 MVP